# 充足理由律
充足理由律（じゅうそくりゆうりつ、英: Principle of sufficient reason）とは、「どんな出来事にも、そうであるためには十分な理由がなくてはならない」という原理。すなわちどんな事実であっても、それに対して「なぜ」と問うたなら、必ず「なぜならば」という形の説明があるはずだ、という原理のこと。なお、充足理由律とは「すべての真なる思考は根拠づけられているべきであるという法則である」とする見解もある。
哲学の一分野である認識論や形而上学の領域で主に用いられる概念。理由律、根拠律、充足律、理由の原理などとも言われる。
「充足理由律」という名称を与えたのは17世紀のドイツの哲学者ゴットフリート・ライプニッツである。ライプニッツは充足理由律という名称を作り、それを事実の真理を保障する為には充分な理由がなければならないとする原理とし、推理の真理を保障する矛盾律に対する、論理学の二大原理の内の一つとして扱った。

## 解説
この原理はあまりに当たり前のことを言っている。あまりに当たり前なため、何を言っているのか逆に分かりにくい。当節ではまず充足理由律の簡単な定式化を示した後、「この原理がどういう事を言っている原理なのか」を解説する。そして次に「なぜ哲学者たちがこうした当たり前のことについて議論しているのか」を簡単に解説する。

### 定式化
充足理由律： どんな事実Fについても、なぜFであるか、の説明がなければならない（『スタンフォード哲学事典』）

### 充足理由律とは何か
20世紀の日本の哲学者永井均（1951年-）は2005年の著書の冒頭で、次のようなエピソードを書いている。
「物は突然ただ無くなるということもありうるのではないか」、もしこうした発言を身近な人がしているのを聞いたならば、「本当におかしいことを言うやつだ」と多くの人が思うだろう。ここで、こうした発言の内容を「おかしい」と思う際に多くの人が暗黙の内に前提していること、それこそが充足理由律である。つまり「何事も理由なくは起こらない」と。この原理はあまりに常識的なことを言っている。そのため日常の中でこのことが取り立てて議論されることは、ほとんどない。18世紀のドイツの哲学者イマヌエル・カント（1724年 - 1804年）は、充足理由律についてこう述べている。

### なぜ充足理由律が議論の対象となるか
充足理由律の内容はごくごく素朴なものでしかない。そのためこうしたことについて、哲学者たちが、なぜわざわざ議論しているのか、その事には説明が必要と思われる。当節ではその点について説明する。この原理が議論されることとなる理由は主に二つある。
ひとつはこの原理を本当に真剣に受け止めた場合、そこから私達のもつ様々な常識と対立するような帰結が容易に導かれる、ということがある。例えばこうしたものの例のひとつとして完全な決定論がある。次のように議論できる。『現在の宇宙の状態がこうなっているのには十分な理由がある → それは少し前の宇宙の状態による → その少し前の宇宙の状態がそのようになっていたことにも十分な理由がある → それはもう少し前の宇宙の状態による → … 』。こうして議論を進めることで、宇宙が全時間にわたって始まりから終わりまで、その全ての細部が完全に決定されていた、ということが充足理由律から帰結する。つまりあなたがこのページを読んでいることは、この宇宙の始まりの時からすでに決まっていたのである。このように充足理由律はそれを受け入れた場合に他の様々な命題がそこから導かれる。そうした時に、その帰結に疑問を感じた場合に、前提である充足理由律について、その妥当性、適用範囲、適用の方法などについて考察を行う、という形がひとつある。
ふたつ目に、本当に理由があるのかどうか分からない、そういう事例について議論する場合に、この原理について考察が行われる。こうした事例の顕著なものとして「なぜ何もないのではなく、何かがあるのか」という問いがある。また「なぜ私は私なのか」といった問いがある。こうした問いは擬似問題として却下されることも多い。しかしもしこうした問いを、問いとして成立している妥当なものと見た場合、そこでは簡単に答えられるような理由を見つけ出すことは非常に難しい。そこから「こうしたことに、実は理由などないのではないか」「理由のない出来事というのが、実はあるのではないか」という考えが生まれる。この「理由のない事」というのはナマの事実と言われる。

### 充足理由律は棄却できるか
このように、充足理由律の受け入れには多くの問題がともなう。それならそうした問題の多い原理なんて、捨て去ってしまえば良いではないか、という考えもありえる。しかし充足理由律を単純に拒否することには、さらに大きい困難をともなう。日常的な文脈で言うならば充足理由律をまったく認めないことは、ほとんど狂気に近いものとなる。「物は突然ただ無くなるということもありうるのではないか」と言われて、「私もそう思う」と答えるようなことだからである。さらに哲学的な文脈では、充足理由律の棄却は、時に、学問の放棄、知の敗北、といった大きい意味をもって捉えられることもある。これは理由律が学問における重要な要素のひとつを構成していることからの反応である。18世紀のドイツの哲学者アルトゥル・ショーペンハウアー（1788年-1860年）は、学問における充足理由律の重要性について次のように書いた。

### 充足理由律とは次のような意味ではない
充足理由律は因果律をその内に含むが、因果律と同等ではない。それよりもさらに広い概念である。また充足理由律において議論される「理由」は、別に今 自分がそれを知っている、という必要はない。誰かが知っている必要も特にない。理由があるか、ないか、が問題であり、それを知っているか、知りうるか、はまた別の問題である。また充足理由律における「理由」は、別に自然主義的な理由、科学的な理由が必ずしも前提とされているわけではない。つまり、たとえば上で挙げた永井均のエピソードの例で言うならば、「誰かが念力で理科室の備品を消した」とか「理科室の備品を取っていったのは実は妖精だった」であっても、それはそれで一応理由である。理由があるという意味において、こうした説明は充足理由律を破らない。なぜなら念力であれば念力という理由が、妖精であれば妖精という理由が、そこにはあるからである。もちろんこうした説明はほとんど説得力をもたないが、そのことは理由があるか・ないか、という充足理由律の問題とはまた少し別の問題となる。

## 歴史
この原理に「充足理由律」という名前を与えたのは17世紀のドイツの哲学者ライプニッツである。しかし概念の歴史自体は哲学の歴史と同程度に古い。ソクラテス以前の哲学者であればアナクシマンドロス、パルメニデスといった哲学者が、同内容のことを語っている。

### ライプニッツ
充分な理由がなければ、如何なる事実も発生せず、また如何なる判断も真ではない。その理由によってそれらは他のものではなくそれら自身なのである。この原理は我々の思惟または論理と実在の両方に関わっている。
ライプニッツはこれをはじめて称えるとともに二種類の真理（矛盾律に基づく「推理の真理」または「必然的真理」と充足理由律に基づく「事実の真理」または「偶然的真理」）を区別したのである。

### 根拠律の四つの根
アルトゥル・ショーペンハウアーは充足理由律を以下の4つに分けた：
- 生成の充足理由律 - 「新たな状態には、充分な先立つ状態がある」（原因結果）
- 認識の充足理由律 - 「ある判断がある認識を表現するには、その判断はある規則に従っていなければならない」（論理）
- 存在の充足理由律 - 「時空間に存在するには、位置や継起の関係において規定しあう」（数学）
- 行為の充足理由律 - 「行為にはある充分な動因がある」（理由帰結）